# Hymenochirus feae
Hymenochirus feae är en groddjursart som beskrevs av George Albert Boulenger 1906. Hymenochirus feae ingår i släktet Hymenochirus och familjen pipagrodor. Inga underarter finns listade i Catalogue of Life.
Honor blir med en kroppslängd av 46 mm lite större än hannar som blir 42 mm långa. Typiskt är ett stort huvud och en oval kropp. På huden finns många utskott av varierande storlek som liknar vårtor. mellan fingrar och tår förekommer simhud som är kortare mellan första och andra tån. Hela groddjuret har en mörkbrun till svart färg.
Det enda fyndet är från västra Gabon nära havet. Regionen är täckt av fuktig skog. Antagligen sker fortplantningen i vattenpölar.
Informationer angående populationens storlek och möjliga hot saknas. IUCN kategoriserar arten globalt som otillräckligt studerad.